# За вратами
«За вратами» (англ. Beyond the Gates) — американский независимый фильм ужасов режиссёра Джексона Стюарта. Премьера фильма состоялась 2 июня 2016 года на кинофестивале в Лос-Анджелесе, где он получил приз зрительских симпатий в полуночной секции фестиваля. В главных ролях снимались Грэм Скиппер, Чейз Уильямсон, Бри Грант и Барбара Крэмптон.

## Сюжет
Гордон Хардести (Грэм Скиппер) возвращается в родной город спустя долго время, где воссоединяется со своим братом Джоном (Чейз Уильямсон). Братья встречаются в видеомагазине их отца, чтобы навести порядок и продать его вещи после того, как он пропал семь месяцев назад. В офисе отца они находят настольную игру на видеомагнитофоне под названием «За вратами», а VCR-кассета с инструкцией находится в видеомагнитофоне. Предполагая, что это последняя кассета, которую их отец смотрел перед исчезновением, Гордон и Джон проигрывают запись. На экране появляется загадочная женщина (Барбара Крэмптон) и спрашивает их, готовы ли они рискнуть своей душой, чтобы сыграть в эту игру. Вскоре выясняется, что игра служит мостом между нашим миром и кошмарной параллельной реальностью. Наградой за победу будет освобождение отца, заточённого в другом мире, а наказанием — гибель братьев и всех их близких. 

## В ролях
- Грэм Скиппер — Гордон Хардести, главный герой.
- Чейз Уильямсон — Джон Хардести, брат Гордона.
- Бри Грант — Марго Маккензи, девушка Гордона, страдающая сомнамбулизмом.
- Барбара Крэмптон — Эвелин, загадочная женщина из телевизора, ведущая игры «За вратами».
- Мэтт Мерсер — Дерек, местный полицейский, давний приятель Гордона и Джона.
- Джастин Уэлборн — Хэнк, безработный и грубоватый друг Джона.
- Сара Малакул Лейн — Далия, официантка в местной забегаловке, бывшая девушка Хэнка.

## Критика
Фильм получил в целом положительные отзывы. Rotten Tomatoes присвоил фильму рейтинг 80%. Ноэль Мюррей, рецензент из газеты Los Angeles Times, похвалил ретро-стилистику фильма: «Любой, кто достаточно стар, чтобы испытывать ностальгию по эпохе VHS, должен получить удовольствие от Beyond the Gates. Джастин Лоу из The Hollywood Reporter написал: «Эта малобюджетная комедия ужасов с Грэмом Скиппером и Чейзом Уильямсоном в главных ролях с энтузиазмом пересматривает знакомые жанровые условности 90-х». Кэти Райф из The AV Club дала фильму рейтинг «B», назвав его «странным, местами неловким сочетанием стилизованного ретро-ужаса и драмы персонажей... Он не очень страшный, но верен своим влияниям 80-х». Деннис Харви из журнала Variety назвал его «забавным флэшбеком в эпоху безвкусных ужасов, записанных на VHS».